# Xenandra volusia
Xenandra volusia är en fjärilsart som beskrevs av William Chapman Hewitson 1901. Xenandra volusia ingår i släktet Xenandra och familjen Riodinidae. Inga underarter finns listade i Catalogue of Life.